# Pterochromis congicus
Pterochromis congicus är en fiskart som först beskrevs av Boulenger, 1897.  Pterochromis congicus ingår i släktet Pterochromis och familjen Cichlidae. IUCN kategoriserar arten globalt som livskraftig. Inga underarter finns listade i Catalogue of Life.